# هارييت باربر
هارييت باربر (بالإنجليزية: Harriet Barber)‏ هي رسامة بريطانية، ولدت في 3 يونيو 1968، وتوفيت في 16 يوليو 2014 في دورست في المملكة المتحدة بسبب سرطان الثدي.